# Xian de Zhenyuan (Guizhou)
Pour les articles homonymes, voir Zhenyuan.
Le xian de Zhenyuan (镇远县 ; pinyin : Zhènyuǎn Xiàn) est un district administratif de la province du Guizhou en Chine. Il est placé sous la juridiction de la préfecture autonome miao et dong de Qiandongnan.

## Géographie
Enclavé dans une vallée à 2 000 mètres d'altitude, au sud-est de la province de Guizhou, il est situé à un point qui relie la Plaine centrale, le plateau du Yunzhou (云贵高原) et l'Asie du Sud-Est. La ville est située sur les berges de la rivière Wuyang (㵲阳河, wǔyáng hé) qui la traverse de part en part. Elle est située à l'intersection de l’ancienne route postale Hunan-Guizhou et du fleuve Yuan (元江, yuán jiāng).

### Subdivisions administratives
Le xian est constitué de six bourgs (镇)，cinq xiang (乡) et un xiang de nationalité (民族乡)
- Bougs : Yangzhen (阳镇), Jiaoxizhen (蕉溪镇) Qingxizhen (青溪镇), Yangpingzhen (羊坪镇), Yangchangzhen (羊场镇), Dupingzhen (都坪镇).
- Xiang : Yongxixiang (涌溪乡), Jiangguxiang (江古乡), Jinbaoxiang (金堡乡), Baojingxiang (报京乡), Dadixiang (大地乡).
- Xiang de nationalité : Shangzhai Tujia xiang (尚寨土家族乡).

## Histoire
La ville a environ 2000 ans d'histoire. En raison de sa situation géographique, elle était située sur la route postale Hunan-Guizhou et était autrefois une base militaire importante et un point d'échange entre le transport fluvial et terrestre. Ces échanges amenèrent des populations de différentes cultures qui formèrent la diversité de la ville, mélange entre les cultures de la Plaine centrale (中原文化) et la culture Jīngchǔ (荆楚文化 Hubei et Hunan) qui forment ce que l'on appelle la Culture du Dragon (龙文化). Le Roi dragon est la divinité adorée par la culture locale et c'est pour cette raison qu'a été créée à cet endroit la « Fête des bateaux-dragons » le 5e jour du 5e mois du calendrier lunaire.

## Démographie
La population du district était de 236 065 habitants en 1999.
Le bourg comporte plus de 20 nationalités différentes et chaque nationalité y célèbre ses propres fêtes, mais la majorité de la population est constituée de la nationalité Dong (铜族), mais également de population Miao.

## Culture
La culture locale est appelée « Culture du dragon » (龙文化), mélange de la culture de la plaine centrale, de la culture Jingchu et des cultures des différentes minorités qui peuple le Xian.

### Gastronomie

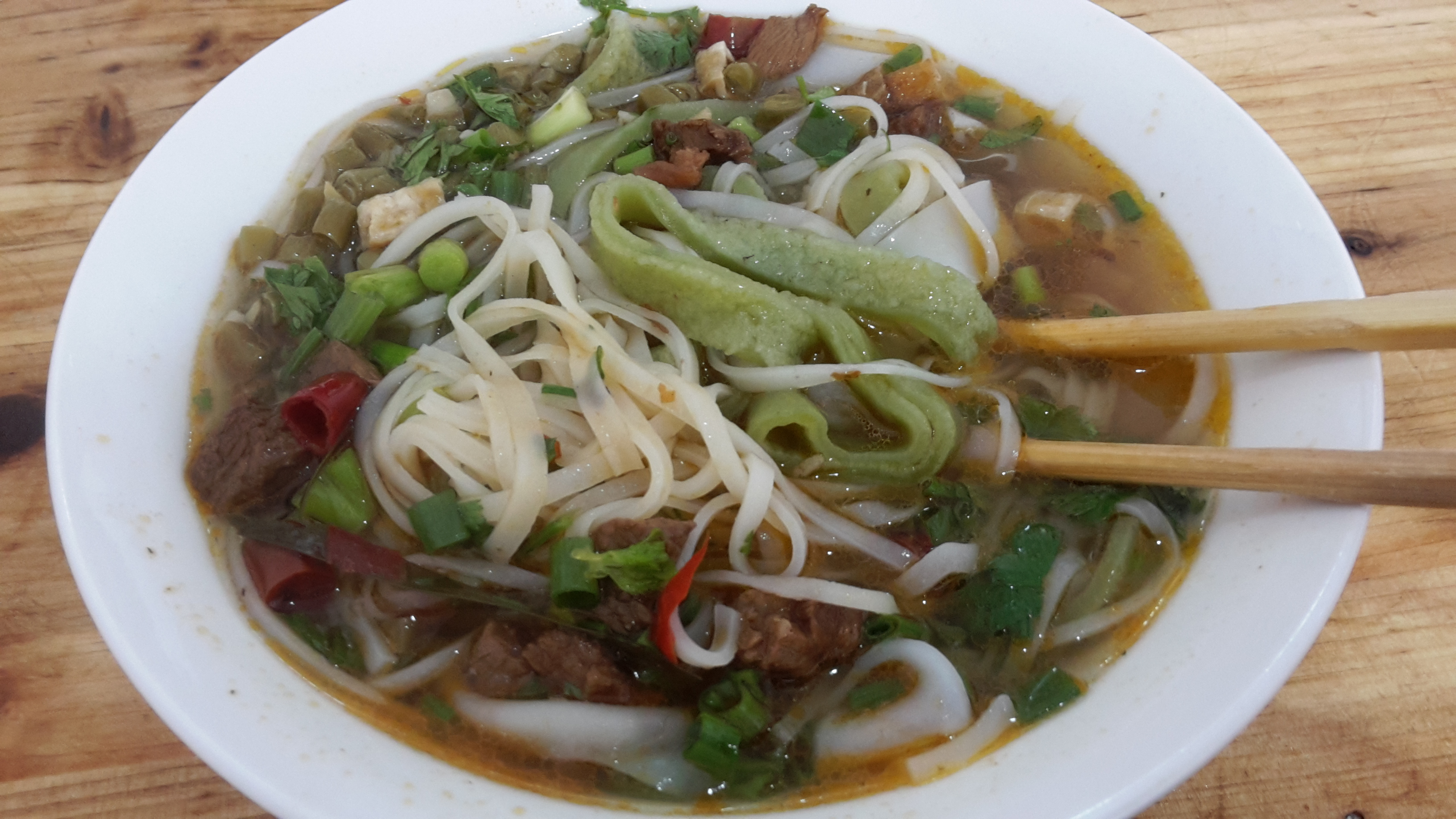
Nouilles de riz et de haricot mungo

Parmi les spécialités culinaires, on peut noter des sortes de zongzi carrés, très parfumés.
La majorité des plats sont pimentés et les bols de nouilles de riz (米粉) sont les plats les plus courants. Les nouilles de haricot mungo sont une spécialité locale, typiques de la cuisine dong de la région.

## Transport
La ville est desservie par la ligne ferroviaire Guiyang-Changsha via des trains couchettes et places assises. La gare est située au Sud-Ouest de la ville et le chemin de fer surplombe la ville et la rivière.
De nombreux taxis desservent la ville, ceux-ci ont pour habitude courante de prendre plusieurs groupes de voyageurs, chacun devra alors s’acquitter de la somme totale de son trajet.

## Notes et références

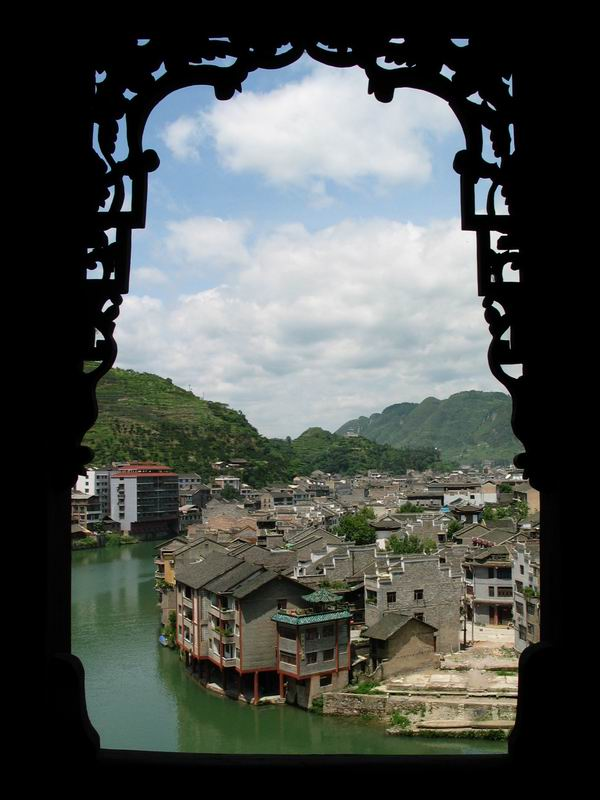
La ville de Zhenyuan